# Grubeulepis tebblei
Grubeulepis tebblei är en ringmaskart som beskrevs av Pettibone 1969. Grubeulepis tebblei ingår i släktet Grubeulepis och familjen Eulepethidae. Inga underarter finns listade i Catalogue of Life.